# Xã Henning, Quận Otter Tail, Minnesota
Xã Henning (tiếng Anh: Henning Township) là một xã thuộc quận Otter Tail, tiểu bang Minnesota, Hoa Kỳ. Năm 2010, dân số của xã này là 377 người.